# 佐藤一段
佐藤 一段（さとう いちだん 1930年 - 2025年）は、日本のジャーナリスト。所属事務所は昭和プロダクション。

## 人物
大阪府出身。九州大学法学部政治学科卒業後、産業経済新聞社に入り、大阪、東京両本社で経済部長を務め、フジサンケイグループの活字部門の源流である大阪新聞社長も務めた。
現在はフリージャーナリストとして、経済をメインに政治、社会、文化など幅広い分野で評論・解説をおこなうほか、テレビ、ラジオなどにもしばしば出演している。

## 出演番組
- 新聞を読んで（NHKラジオ）
- ありがとう浜村淳です（MBSラジオ）
- ワイドABCDE〜す（ABCテレビ）
- ウィークリー経済（和歌山放送）

以下の番組はいずれも、フジサンケイグループのラジオ大阪で放送。メインパーソナリティを務めた。
- 一段のスタートアップ（月～金曜日に『ありがとう浜村淳です』と同じ時間帯で放送された生ワイド番組）
- 佐藤一段の経済けいざい

## 著書
- 「金の坐(くら)・米の坐(くら)の秘密―伊勢遷宮と景気サイクルの不思議な関係」オーエス出版
- 「ビッグストア どこが強くてどこが弱いか―大型店出店規制で新段階に突入した流通支配戦争」日本実業出版社
- 「緊迫するヨーロッパ防衛線 (1979年)」サンケイ出版
- 「ビッグストアの流通支配戦争―スーパー・百貨店の次の狙いは何か (1978年)」日本実業出版社
- 「三和グループのすべて―新・企業集団研究 (1979年)」日本実業出版社